# High4
High4 (кор. 하이포; стилизованное написание HIGH4) — южнокорейская мужская группа, сформированная под руководством N.A.P Entertainment. В настоящее время группа состоит из членов Алекс, Мёнхан и Ёнджун. В корейской развлекательной индустрии официально дебютировали 8 апреля 2014 года с песней "Not Spring, Love, or Cherry Blossoms" с участием певицы IU. 31 января 2017 года было объявлено, что лидер Сонгу покидает группу.

## Участники

### Текущие
- Алекс (кор.: 알렉스), настоящее имя: Ким Александр (кор.: 김알렉스) родился 7 сентября 1990 г., является танцором и одним из рэперов группы.
- Мёнхан (кор.: 명한), настоящее имя: Бэк Мён Хан (кор.: 백명한) родился 15 февраля 1993 г., является вокалистом группы.
- Ёнджун (кор.: 영준), настоящее имя: Им Ён Джун (кор.: 임영준) родился 24 августа 1995 г., является одним из рэперов группы.

### Бывшие
- Сонгу (кор.: 성구), настоящее имя: Ким Сон Гу (кор.: 김성구) родился 22 января 1992 г., являлся бывшим лидером и одним из вокалистов группы.

## Дискография

### Мини-альбомы
| Название  | Детали альбома | Позиции в чартах | Позиции в чартах | Продажи       |
| Название  | Детали альбома | KOR              | JPN              | Продажи       |
| Корейский | Корейский | Корейский        | Корейский        | Корейский     |
| --------- | --- | ---------------- | ---------------- | ------------- |
| Hi High   | - Выпущен: 27 августа 2014 - Лейбл: N.A.P. Entertainment, LOEN Entertainment - Формат: CD, цифровое скачивание Трек-лист 1. Say Yes 2. Headache (뱅뱅뱅) 3. True Love 4. Time Out 5. A Little Closer (해요 말고 해) (с Lim Kim) 6. Not Spring, Love, or Cherry Blossoms (봄 사랑 벚꽃 말고)(с IU)                             | 12               | N/A              | - KOR: 1,162+ |
| Blessed   | - Выпущен: 28 февраля 2017 - Лейбл: N.A.P. Entertainment, LOEN Entertainment - Формат: CD, цифровое скачивание Трек-лист 1. Live, Love, Life intro 2. Love Line 3. Ooh Girl 4. Pray (기도해) 5. Last Summer (네가 없을 뿐인데) 6. Love Line (инструментальная версия)                                                         | 6                | N/A              | - KOR: 6,320+ |
| Японский  | |                  |                  |               |
| High Five | - Выпущен: 8 февраля 2015 - Лейбл: N.A.P. Entertainment - Формат: CD, цифровое скачивание Трек-лист 1. Day By Day (японская версия) 2. Headache (японская версия) 3. A Little Closer (해요 말고 해) (с Lim Kim) 4. Not Spring, Love, or Cherry Blossoms (봄 사랑 벚꽃 말고)(с IU) 5. Day By Day (비슷해) 6. Headache (뱅뱅뱅) | N/A              | —                |               |
| Hi Summer | - Выпущен: 11 июля 2015 - Лейбл: N.A.P. Entertainment - Формат: CD, цифровое скачивание Трек-лист 1. Baby Boy (японская версия) 2. True Love (японская версия) 3. Day By Day (японская версия) 4. Baby Boy 5. True Love 6. Day By Day (инструментальная версия)                                                               | N/A              | —                |               |

### Синглы
| Название                                    | Год  | Позиции в чартах | Продажи         | Альбом            |
| Название                                    | Год  | KOR              | Продажи         | Альбом            |
| ------------------------------------------- | ---- | ---------------- | --------------- | ----------------- |
| Not Spring, Love, or Cherry Blossoms (с IU) | 2014 | 2                | - KOR: 1839078+ | Hi High           |
| A Little Closer (с Lim Kim)                 | 2014 | 29               | - KOR: 95715+   | Hi High           |
| Headache                                    | 2014 | —                |                 | Hi High           |
| Day By Day                                  | 2014 | —                | - KOR: 14653+   | Сингл вне альбома |
| Baby Boy                                    | 2015 | —                |                 | Сингл вне альбома |
| D.O.A. (Dead or Alive)                      | 2015 | —                |                 | Сингл вне альбома |
| HookGA by High4:20 (с Hwasa из Mamamoo)     | 2016 | —                |                 | Сингл вне альбома |
| Weekend by High4:20                         | 2016 | —                |                 | Сингл вне альбома |
| Love Line                                   | 2017 | —                |                 | Blessed           |

## Фильмография

### Развлекательные шоу
| Год  | Канал   | Название          | Участник | Заметки             |
| ---- | ------- | ----------------- | -------- | ------------------- |
| 2014 | Arirang | After School Club | Все      | Гость, эпизод № 104 |
| 2014 | Arirang | After School Club | Алекс    | Гость, эпизод № 112 |
| 2014 | Arirang | After School Club | Алекс    | Гость, эпизод № 131 |
| 2015 | Arirang | After School Club | Все      | Гость, эпизод № 186 |

## Награды и номинации

### MelOn Music Awards
| Год  | Категория        | Реципиент                                   | Результат    |
| ---- | ---------------- | ------------------------------------------- | ------------ |
| 2014 | Hot Trend Award  | Not Spring, Love, or Cherry Blossoms (с IU) | Номинированы |
| 2014 | Song of the Year | Not Spring, Love, or Cherry Blossoms (с IU) | Номинированы |

### Golden Disk Awards
| Год  | Категория       | Реципиент                                   | Результат    |
| ---- | --------------- | ------------------------------------------- | ------------ |
| 2014 | Digital Bonsang | Not Spring, Love, or Cherry Blossoms (с IU) | Номинированы |
| 2014 | Newcomer Award  | High4                                       | Номинированы |

## Победы в музыкальных программах

### Inkigayo
| Год  | Дата   | Песня                                |
| ---- | ------ | ------------------------------------ |
| 2014 | 11 мая | Not Spring, Love, or Cherry Blossoms |